# Orillia
Orillia est une ville située dans le comté de Simcoe (Ontario, Canada), entre les lacs Couchiching et Simcoe, à 129 kilomètres au nord de Toronto.

## Personnalités liées à la ville
- William E. Bell, écrivain
- Chris Bigras (1995-), joueur de hockey sur glace.
- Franklin Carmichael, artiste du Groupe des sept
- Howard Curran, entomologiste
- Steven Depiero, arbitre de football
- Leslie Frost, premier ministre de l'Ontario
- Glenn Gould, pianiste
- Amanda Laine (1992-), mannequine
- Stephen Leacock, humoriste
- Matt Lennox (1980-), romancier
- Rick Ley, joueur de hockey sur glace
- Gordon Lightfoot (1938-2023), chanteur
- Ethan Moreau, joueur de hockey sur glace
- Brian Orser, patineur artistique
- Sir Samuel Steele, soldat et membre de la Police montée du Nord-Ouest
- Elizabeth Wyn Wood, sculptrice

## Démographie
| 2001   | 2006   | 2011   | 2016   |
| ------ | ------ | ------ | ------ |
| 29 121 | 30 259 | 30 586 | 31 166 |